# Тонино-Анивский полуостров
Тонино-Анивский полуостров — полуостров на юго-востоке острова Сахалин, вдаётся в Охотское море.
Северная оконечность — мыс Свободный (Тонин), юго-восточная оконечность — мыс Анива. Длина 90 км, ширина от 3 до 19 км. С Сахалином соединён Муравьёвским перешейком.
Вдоль полуострова тянется Тонино-Анивский горный хребет, с высшей точкой — г. Крузенштерна (670 м). Растительность представлена смешанными лесами, приморскими лугами.
На территории полуострова расположены крупные озёра — Большое Вавайское, Буссе, Большое Чибисанское, Тунайча, Птичье.